# Las Giełczyński
Las Giełczyński – nazwa kompleksu leśnego położonego w pobliżu Giełczyna w województwie podlaskim, w którym w latach okupacji niemieckiej w Polsce (1939–1945), dokonano masowych egzekucji 12 000 osób (ok. 5000 Polaków i 7000 Żydów).
Przed 1939 na terenie Lasu Giełczyńskiego znajdował się poligon wojskowy. Egzekucje rozpoczęli Niemcy w połowie 1941. Ostatnich mordów dokonano w 1944. Po masowych egzekucjach ludności żydowskiej i polskiej, przeprowadzanych zarówno przez Gestapo oraz żandarmerię niemiecką z Łomży, dokonano grzebania zwłok ofiar w specjalnie wykopanych dołach, zagłębieniach terenu, starych okopach i studniach. W 1944 w celu zatarcia śladów zbrodni, nastąpiło masowe palenie zwłok. Po spaleniu większości z nich pozostało jedynie 146 niezidentyfikowanych ciał, które ekshumował w 1958 Polski Czerwony Krzyż.
Ocalałe szczątki ofiar pochowano na cmentarzu wojskowym w Łomży (obecnie nieistniejący). Na miejscu egzekucji pozostały trzy pamiątkowe pomniki (w głównych miejscach mordów) i głaz pamiątkowy wystawiony przez Żydów z Izraela (byłych mieszkańców Łomży).